# Kenya International 1989
Die Kenya International 1989 im Badminton fanden vom 6. bis zum 10. Februar 1989 in Nairobi statt.

## Sieger und Platzierte
| Disziplin    | Gold                       | Silber                           | Bronze                         |
| ------------ | -------------------------- | -------------------------------- | ------------------------------ |
| Herreneinzel | Satish Narasimhan          | Balaraman Arun                   | Dharmendra Datta               |
| Herreneinzel | Satish Narasimhan          | Balaraman Arun                   | Simon Kihara                   |
| Dameneinzel  | Christine Joshi            | Rose Wanjala                     | Jasmin Nzambu                  |
| Dameneinzel  | Christine Joshi            | Rose Wanjala                     | Hirokoe Miyama                 |
| Herrendoppel | Vijai Maini Adelhafid Sedk | Balaraman Arun Satish Narasimhan | Ramnik Shah Upendra Vagani     |
| Herrendoppel | Vijai Maini Adelhafid Sedk | Balaraman Arun Satish Narasimhan | Dharmendra Datta Sanjay Datta  |
| Damendoppel  | Christine Joshi Fatma Juma | Hirokoe Miyama Chris Browne      | Jasmin Nzambu June Kinyanjui   |
| Damendoppel  | Christine Joshi Fatma Juma | Hirokoe Miyama Chris Browne      | C. N. Waweru M. Wangari        |
| Mixed        | Vijai Maini Upendra Valani | Ken Fraser Christine Joshi       | Nitin A. Shah A. Thakur        |
| Mixed        | Vijai Maini Upendra Valani | Ken Fraser Christine Joshi       | Kazukiyo Miyama Hirokoe Miyama |

## Finalergebnisse
| Disziplin    | Sieger                     | Finalist                         | Ergebnis          |
| ------------ | -------------------------- | -------------------------------- | ----------------- |
| Herreneinzel | Satish Narasimhan          | Balaraman Arun                   | 15–7, 7–15, 15–11 |
| Dameneinzel  | Christine Joshi            | Rose Wanjala                     | 11–2, 11–5        |
| Herrendoppel | Vijai Maini Adelhafid Sedk | Balaraman Arun Satish Narasimhan | w.o.              |
| Damendoppel  | Christine Joshi Fatma Juma | Hirokoe Miyama Chris Browne      | 15–4, 15–2        |
| Mixed        | Vijai Maini Upendra Valani | Ken Fraser Christine Joshi       | 15–4, 15–8        |